# Янушкявичус, Кристина Витаутасовна
Кристина Витаутасовна Янушкявичус (4 августа 2002) — российская футболистка, защитница клуба «Енисей».

## Биография
Воспитанница красноярского футбола, тренер — Александр Юрьевич Гришков. В 2018 году включена в команду «Енисей-2».
В 2019 году переведена в основную команду «Енисея». Дебютный матч в высшем дивизионе России сыграла 26 апреля 2019 года против московского ЦСКА, заменив на 85-й минуте Анастасию Гринину. Всего в первом сезоне провела 8 матчей в высшей лиге, во всех выходила на замены. В стартовом составе клуба впервые вышла 8 ноября 2020 года в матче против «Краснодара», но отыграла только первые 26 минут.
Вызывалась в расширенный состав молодёжной сборной России (до 19 лет), но в официальных матчах не участвовала.